# Vena coronaria estomáquica
La vena coronaria estomáquica o vena gástrica izquierda (TA: vena gastrica sinistra) es una vena satélite o acompañante de la arteria gástrica izquierda o coronaria estomáquica. Desemboca en la vena porta. Junto con la vena prepilórica forma el arco venoso de la curvatura menor del estómago.

## Trayecto
Discurre de derecha a izquierda a lo largo de la curvatura menor del estómago, entre las dos capas del epiplón menor, hasta la apertura esofágica del estómago, donde recibe algunas venas esofágicas.
Entonces gira hacia atrás y pasa de izquierda a derecha por detrás de la bolsa mesentérica para terminar drenando en la vena porta.

## Patología
Las varices esofágicas y paraesofágicas se producen principalmente por el flujo proveniente de la vena gástrica izquierda, y típicamente drenan en el sistema de las venas ácigos (venas ácigos y hemiácigos).